# Equipo de las fuerzas terrestres de Ucrania
El Equipo de las Fuerzas Terrestres de Ucrania es todo el material del que dispone esta rama de las Fuerzas Armadas de Ucrania.

## Vista general
| Carros de combate | Vehículos de combate de infantería | Vehículos de transporte blindado de personal | Vehículos de reconocimiento | Artillería autopropulsada | Obús remolcado | MLRS | Morteros | Sistemas de defensa aérea |
| ----------------- | ---------------------------------- | -------------------------------------------- | --------------------------- | ------------------------- | -------------- | ---- | -------- | ------------------------- |
| 953               | 770                                | 1159                                         | 200                         | 512                       | 493            | 231  | 300      | 85                        |

## Carros de combate principal (MBT)
| Modelo | Modelo       | País de origen                      | Variante/s                                                                    | Unidades | Notas                                                                   |
| ------ | ------------ | ----------------------------------- | ----------------------------------------------------------------------------- | -------- | ----------------------------------------------------------------------- |
|        | Leopard 2    | Alemania Occidental Alemania Suecia | - Leopard 2A6 - Stridvang 122 - Leopard 2A4                                   | 52       | Donados por varios miembros de la OTAN                                  |
|        | M1 Abrams    | Estados Unidos                      | - M1A1 SA-UKR - M1A1 AIM-SA                                                   | 69       | Donados por Estados Unidos y Australia                                  |
|        | Challenger 2 | Reino Unido                         |                                                                               | 12       | Donados por el Reino Unido                                              |
|        | BM «Oplot»   | Ucrania                             | - Oplot-M - Oplot-T                                                           | 6        |                                                                         |
|        | T-90         | Rusia                               | - T90A/M/C/AK                                                                 | 15       | Capturados como trofeos en la guerra ruso-ucraniana                     |
|        | T-84         | Ucrania                             | - T-84U - T-84-120                                                            | 5        |                                                                         |
|        | T-80         | Unión Soviética                     | - T-80BV - T-80BVM                                                            | +100     | 33 variantes BVM/UK capturados como trofeos de la guerra ruso-ucraniana |
|        | PT-91 Twardy | Polonia                             |                                                                               | 18       | Donados por Polonia                                                     |
|        | M-84         | Croacia                             | - M84A4 Snajper                                                               |          | Donados por Croacia. Planeados 30 para entregar durante 2025            |
|        | T-72         | Unión Soviética                     | - T-72А - T-72АВ - Т-72B1 - Т-72АМТ - T-72M1R                                 | +550     | 230 T-72 M1R donado por Polonia durante la guerra ruso-ucraniana        |
|        | T-64         | Unión Soviética                     | - T-64BM Bulat - T-64BM2 Bulat - T-64BV - T-64BV 2017 - T-64BV 2022 - T-64B1V | +250     |                                                                         |
|        | Leopard 1    | Alemania Occidental                 | - Leopard 1A5                                                                 | 178      | donados en 2023 por miembros de la OTAN                                 |
|        | M-55S        | Eslovenia                           |                                                                               | 28       | Donados por Eslovenia en 2022                                           |

## Vehículos blindados pesados

### Vehículos blindados de infantería
| Modelo | Modelo     | País de origen  | Variante                             | Unidades | Notas                      |
| ------ | ---------- | --------------- | ------------------------------------ | -------- | -------------------------- |
|        | CV 90      | Suecia          | - CV9040C                            | 45       | Donados por Suecia         |
|        | M2 Bradley | Estados Unidos  | - M2A2 ODS - M7 B-FiST               | 220      | Donados por Estados Unidos |
|        | Marder     | Alemania        | - 1А3                                | 110      | Donados por Alemania       |
|        | BMP-3      | Unión Soviética |                                      | 60       |                            |
|        | BMP-2      | Unión Soviética |                                      | 400      |                            |
|        | BMP-1      | Unión Soviética | - BMP-1 - BMP-1U - BMP-1TS - BMP-1A1 | 450      |                            |
|        | M-80       | Yugoslavia      | - M-80A                              | 29       |                            |

### Transporte de personal
| Modelo       | Modelo        | País de origen            | Variante/s                                                 | Unidades     | Observaciones                                 |
| Sobre orugas | Sobre orugas  | Sobre orugas              | Sobre orugas                                               | Sobre orugas | Sobre orugas                                  |
| ------------ | ------------- | ------------------------- | ---------------------------------------------------------- | ------------ | --------------------------------------------- |
|              | M113          | Estados Unidos            | - М113А1 - M113A1-B - М113А2 - M113A3 - M113AS4 - M113G4DK | 800          |                                               |
|              | AIFV          | Estados Unidos            | - YPR-765                                                  | 160          |                                               |
|              | FV432 Bulldog | Reino Unido               |                                                            | 50           |                                               |
|              | FV103 Spartan | Reino Unido               |                                                            | 93           |                                               |
|              | Pbv 302       | Suecia                    |                                                            | +150         |                                               |
|              | Bandvagn 206  | Suecia                    | - BV206 - BV206S Husky - BvS 10 - BvS10 Viking             | Desconocido  |                                               |
|              | Warthog       | Alemania                  |                                                            | Desconocido  |                                               |
|              | M548          | Estados Unidos            |                                                            | 50           |                                               |
|              | MT-LB         | Unión Soviética · Ucrania | - MT-LB - MT-LBR6 - MT-LBMSH                               | 125          |                                               |
|              | BTR-D         | Unión Soviética           |                                                            | 30           |                                               |
| Sobre ruedas |               |                           |                                                            |              |                                               |
|              | BTR-4         | Ucrania                   | - BTR-4Е                                                   | Desconocido  |                                               |
|              | BTR-3         | Ucrania                   | - BTR-3Е1 - BTR-3Е1D - BTR-3DА                             | Desconocido  |                                               |
|              | KTO Rosomak   | Polonia                   |                                                            | 200          |                                               |
|              | Stryker       | Estados Unidos            |                                                            | 180          |                                               |
|              | ACSV          | Canadá                    |                                                            | 43           |                                               |
|              | Sisu XA-180   | Finlandia                 | - Sisu XA-180 - Sisu XA-185                                | 154          |                                               |
|              | Valuk         | Eslovenia                 |                                                            | 20           |                                               |
|              | Puma          | Italia                    |                                                            | 20           |                                               |
|              | VAB           | Francia                   |                                                            | +390         |                                               |
|              | M1117         | Estados Unidos            |                                                            | Desconocido  | 250 encargados como parte de paquete de ayuda |
|              | BTR-82        | Rusia                     |                                                            | 117          | Capturados como trofeo                        |
|              | BTR-80        | Unión Soviética           |                                                            | 222          |                                               |
|              | BTR-70        | Unión Soviética           | BTR-70 BTR-70DI                                            | 100          |                                               |
|              | BTR-60        | Unión Soviética           | BTR-60PB                                                   | 100          |                                               |

## Vehículos blindados ligeros

### MRAP
| Modelo          | País de origen | Variante/s | Unidades  | Observaciones |
| MaxxPro         | Estados Unidos | M1224      | 800       |               |
| Cougar          | Estados Unidos |            | 37        |               |
| Oshkosh M-ATV   | Estados Unidos |            | sin datos |               |
| Bushmaster PMV  | Australia      |            | 75        |               |
| Kirpi           | Turquía        |            | +50       |               |
| Cobra II        | Turquía        |            | 3         |               |
| Dingo ATF       | Alemania       |            | 42        |               |
| Wolfhound       | Reino Unido    | 6x6        | 80        |               |
| Masstiff 3      | Reino Unido    |            | 17        |               |
| Husky TSV       | Reino Unido    |            | 80        |               |
| Mamba           | Reino Unido    | Alvis 4    | 7         |               |
| KrAZ Shreck One | /              | TC/RCV     | 6         |               |
| KrAz Fiona      | /              |            | 2         |               |

### Automóviles con blindaje ligero
| Modelos               | País de origen | Variante/s | Unidades | Observaciones           |
| --------------------- | -------------- | ---------- | -------- | ----------------------- |
| Roshel Senator        | Canadá         | APC        | 1850     |                         |
| Kozak-7               | Ucrania        |            | +2       |                         |
| Kozak-5               | Ucrania        |            | 75       |                         |
| Kozak-4               | Ucrania        |            | +5       |                         |
| Kozak-2               | Ucrania        |            | +280     |                         |
| Novator 2             | Ucrania        |            | 100      |                         |
| Novator               | Ucrania        |            | 70       |                         |
| Varta                 | Ucrania        |            | 80       |                         |
| Spartan               | Ucrania        |            | 25       |                         |
| Tryton                | Ucrania        |            | 5        |                         |
| Dozor-B               | Ucrania        |            | +100     |                         |
| BATT UMG              | Estados Unidos |            | 139      |                         |
| Iveco LMV             | Italia         |            | 14       |                         |
| MLS Shield            | Italia         |            | 11       |                         |
| LC79 APC-SH Fighter 2 | Estados Unidos |            | 11       |                         |
| Humvee                | Estados Unidos |            | 527      | [ 2 ] [ 3 ] [ 4 ] [ 5 ] |

## Helicópteros
| Modelo    | País de origen  | Tipo        | Variante               | Unidades | Observaciones |
| --------- | --------------- | ----------- | ---------------------- | -------- | ------------- |
| Mil Mi-2  | Polonia         | Polivalente | Mi-2MSB-2              |          |               |
| Mil Mi-8  | Unión Soviética | Polivalente | Mi-8MT Mi-8MBS-B       | 24       |               |
| Mil Mi-24 | Unión Soviética | Ataque      | Mi-24B Mi-24P Mi-24PU1 | 35       |               |

## Artillería
| Modelo | Modelo                    | País de origen  | Calibre                          | Variante                 | Unidades  | Observaciones                                                                     |
| ------ | ------------------------- | --------------- | -------------------------------- | ------------------------ | --------- | --------------------------------------------------------------------------------- |
| Obuses |                           |                 |                                  |                          |           |                                                                                   |
|        | M777                      | Reino Unido     |                                  |                          | 130       |                                                                                   |
|        | M114                      | Estados Unidos  | 155mm                            |                          | 5         |                                                                                   |
|        | D-20                      | Unión Soviética | 152mm                            |                          | +130      | Retirado del servicio en 2014. Desde 2016 se usa como artillería de entrenamiento |
|        | D-30                      | Unión Soviética | 122mm                            | D-30 D-30A               | 130       |                                                                                   |
|        | 2A36 Giatsint-B           | Unión Soviética | 152mm                            |                          | 180       |                                                                                   |
|        | 2A65 Msta-B               | Unión Soviética | 152mm                            |                          | 130       |                                                                                   |
|        | T-12                      | Unión Soviética | 100mm                            | MT-12 Rapira             | +500      |                                                                                   |
|        | obus M777                 | Estados Unidos  | 155mm                            |                          | 7         |                                                                                   |
|        | Artillería móvil          |                 |                                  |                          |           |                                                                                   |
|        | 2S1 «Gvozdika»            | Unión Soviética | 122mm                            |                          | 276       |                                                                                   |
|        | 2S3 «Akatsiya»            | Unión Soviética | 152mm                            |                          | 501       |                                                                                   |
|        | AHS Krab                  | Polonia         | 155mm                            |                          | 18        | 18 donados por Polonia tras el estallido de la guerra. Ucrania ha pedido otros 60 |
|        | 2S5 «Giatsint-S»          | Unión Soviética | 152mm                            |                          | 18        |                                                                                   |
|        | 2S7 «Pion»                | Unión Soviética | 203mm                            |                          | +100      |                                                                                   |
|        | 2S9 «Nona»                | Unión Soviética | 120mm                            |                          | +40       |                                                                                   |
|        | 2S19 «Msta-S»             | Unión Soviética | 152mm                            |                          | 35        |                                                                                   |
|        | UKR-MMC                   | Ucrania         | 120mm                            |                          | 6         |                                                                                   |
|        | Caesar (vehículo militar) | Francia         | 155mm                            |                          | 12        |                                                                                   |
|        | Lanzacohetes múltiple     |                 |                                  |                          |           |                                                                                   |
|        | Vilja                     | Ucrania         | 300mm                            | Vilkha Vilkha-M Vilkha-R | 40        |                                                                                   |
|        | HIMARS                    | Estados Unidos  | 6 cohetes × 227 mm serie M30/M31 |                          | 38        |                                                                                   |
|        | M270 MLRS                 | Estados Unidos  |                                  |                          | 23        |                                                                                   |
|        | Bureviy                   | Ucrania         |                                  |                          | 40        |                                                                                   |
|        | BM-21 «Grad»              | Ucrania         | 122mm                            |                          | 385       |                                                                                   |
|        | Verba MRLS                | Ucrania         | 122mm                            |                          | Sin datos |                                                                                   |
|        | 9P140 «Uragan»            | Unión Soviética | 220mm                            |                          | 70        |                                                                                   |
|        | BM-30                     | Unión Soviética | 300mm                            |                          | 100       |                                                                                   |
|        | OTR-21 Tochka             | Unión Soviética |                                  |                          | 90        |                                                                                   |
|        | Hrim-2                    | Ucrania         |                                  |                          | 2         |                                                                                   |
|        | BM-21UM «Berest»          | Ucrania         |                                  |                          | 1         | En fase de pruebas                                                                |
|        | Morteros                  |                 |                                  |                          |           |                                                                                   |
|        |                           |                 |                                  |                          |           |                                                                                   |

### Misil antitanque
| Modelo          | Imagen | País de origen       | Tipo                                  | Variante/s | Unidades           | Observaciones |
| --------------- | ------ | -------------------- | ------------------------------------- | ---------- | ------------------ | ------------- |
| Stugna-P        |        | Ucrania              | Sistema de misiles guiados antitanque |            | 1000               |               |
| RK-3 Corsar     |        | Ucrania              | Sistema de misiles guiados antitanque |            | 100                |               |
| FGM-148 Javelin |        | Estados Unidos       | Sistema de misiles guiados antitanque |            | 150 (1200 misiles) |               |
| NLAW            |        | Reino Unido Y Suecia | Sistema de misiles guiados antitanque |            | +1500              |               |

### Artillería antiaérea
| Nombre                  | País de Origen            | Cantidad | Observaciones        |
| ----------------------- | ------------------------- | -------- | -------------------- |
| S-300V1                 | Unión Soviética           |          | (SA-12 Gladiator)    |
| Kolchuga passive sensor | Ucrania                   |          | (Ukrainian-designed) |
| Tor Missile System      | Unión Soviética           |          | (SA-15 Gauntlet)     |
| 9K37 Buk                | Unión Soviética           |          | (SA-11 Gadfly)       |
| 9K37M1-2 Buk-M1-2       | Unión Soviética           |          | (SA-17 Grizzly)      |
| 9K35 Strela-10          | Unión Soviética           |          | (SA-13 Gopher)       |
| Tunguska M1             | Unión Soviética           |          | (SA-19 Grison)       |
| ZSU-23-4 «Shilka»       | Unión Soviética · Ucrania | 300      |                      |
| 9K38 Igla               | Unión Soviética           |          | (SA-18 Grouse)       |
| Piorun                  | Polonia                   |          |                      |
| FIM-92 Stinger          | Estados Unidos            |          |                      |

## Armas personales
| Nombre        | País de Origen            | Calibre        | Observaciones                      |
| ------------- | ------------------------- | -------------- | ---------------------------------- |
| Fort 12       | Ucrania                   | 9 × 18 mm      | Pistola reglamentaria.             |
| Makarov PM    | Unión Soviética           | 9 × 18 mm      |                                    |
| AK-74         | Unión Soviética           | 5,45 × 39 mm   | Fusil de asalto reglamentario.     |
| AKS-74U       | Unión Soviética           | 5,45 × 39 mm   | Fuerzas especiales                 |
| Fort-221      | Ucrania                   | 5,45 × 39 mm   | Copia bajo licencia del IWI Tavor. |
| RPK-74        | Unión Soviética           | 5,45 × 39 mm   |                                    |
| PK            | Unión Soviética           | 7,62 × 54 mm R |                                    |
| Dragunov SVD  | Unión Soviética           | 7,62 × 54 mm R |                                    |
| 9M113 Konkurs | Unión Soviética           |                | (AT-5 Spandrel)                    |
| 9M111 Fagot   | Unión Soviética           |                | (AT-4 Spigot)                      |
| RPG-29        | Unión Soviética · Ucrania |                |                                    |
| RPG-22        | Unión Soviética           |                |                                    |
| RPG-7         | Unión Soviética           |                |                                    |
| APILAS        | Francia                   |                |                                    |
| Corsar        | Ucrania                   |                |                                    |
| Carabina M4   | Estados Unidos            | 5,56 × 45 OTAN |                                    |